# Miguel Juárez Celman

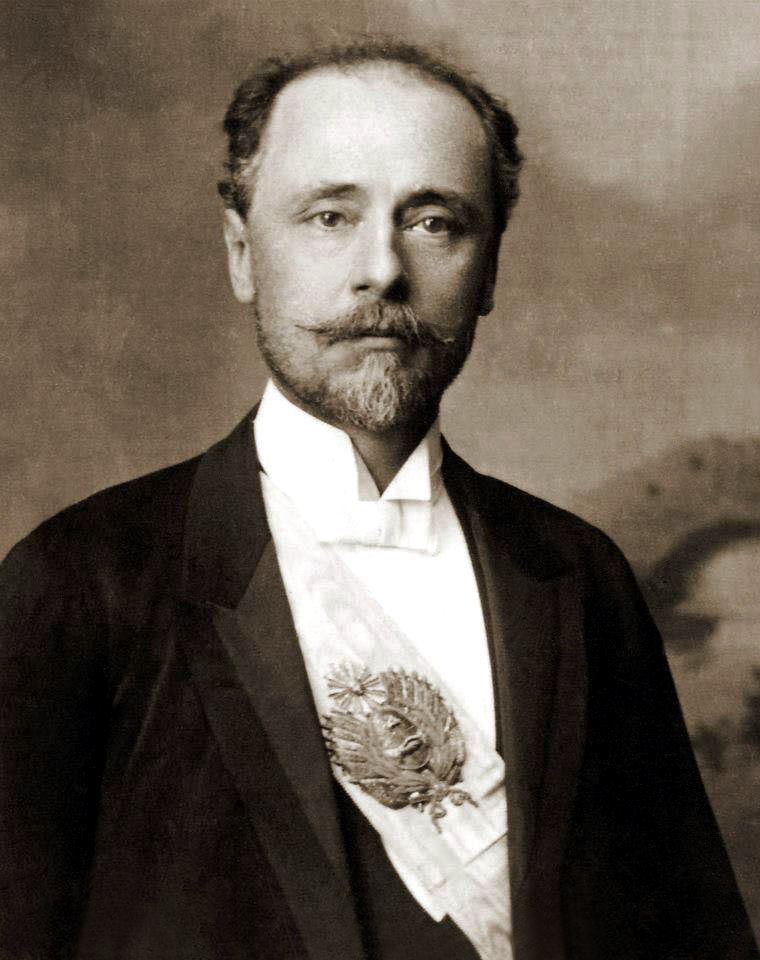
Miguel Juárez Celmán

Miguel Ángel Juárez Celman, född 29 september 1844 och död 14 april 1907, var en argentinsk politiker som var landets president från 1886 till 1890.
Celman blev efter en snabb, av släktförbindelser underlättad politisk karriär som deputerad och minister 1886 Argentinas president. Celmans presidenttid utmärktes av ett allmänt spekulationsraseri i landet, han deltog själv i detta och bidrog även i övrigt till finansernas försämrande. Ett uppror mot honom kuvades, men Celman måste själv avgå 1890. Efter detta spelade han ingen större politisk roll.